# Wereldkampioenschappen zwemmen 2011 – 200 meter vlinderslag vrouwen
De 200 meter vlinderslag vrouwen op de wereldkampioenschappen zwemmen 2011 vond plaats op 27 juli, series en halve finales, en 28 juli 2011, finale. Omdat het zwembad waarin de wedstrijd gehouden werd 50 meter lang is, bestond de race uit vier baantjes. Na afloop van de series kwalificeerden de zestien snelste zwemmers zich voor de halve finales, de snelste acht uit de halve finales gingen door naar de finale. Regerend wereldkampioene was Jessicah Schipper uit Australië.

## Podium
| Goud         | Goud | Zilver      | Zilver | Brons    | Brons |
| ------------ | ---- | ----------- | ------ | -------- | ----- |
| Jiao Liuyang | CHN  | Ellen Gandy | GBR    | Liu Zige | CHN   |

## Records
Voorafgaand aan het toernooi waren dit het wereldrecord en het kampioenschapsrecord
| Wereldrecord         | Liu Zige          | 2.01,81 | Jinan | 21 oktober 2009 |
| Kampioenschapsrecord | Jessicah Schipper | 2.03,41 | Rome  | 30 juli 2009    |

## Uitslagen

### Series
| Rang | Serie | Baan | Naam                   | Land                | Tijd    | Bijz. |
| ---- | ----- | ---- | ---------------------- | ------------------- | ------- | ----- |
| 1    | 4     | 5    | Natsumi Hoshi          | Japan               | 2.07,34 | Q     |
| 2    | 4     | 6    | Zsuzsanna Jakabos      | Hongarije           | 2.07,60 | Q     |
| 3    | 5     | 6    | Kathleen Hersey        | Verenigde Staten    | 2.07,91 | Q     |
| 4    | 5     | 5    | Ellen Gandy            | Verenigd Koninkrijk | 2.08,14 | Q     |
| 5    | 5     | 4    | Liu Zige               | China               | 2.08,28 | Q     |
| 6    | 3     | 5    | Mireia Belmonte        | Spanje              | 2.08,34 | Q     |
| 7    | 4     | 2    | Stephanie Rice         | Australië           | 2.08,43 | Q     |
| 8    | 4     | 4    | Jiao Liuyang           | China               | 2.08,47 | Q     |
| 9    | 4     | 3    | Jessicah Schipper      | Australië           | 2.08,62 | Q     |
| 10   | 3     | 3    | Teresa Crippen         | Verenigde Staten    | 2.08,63 | Q     |
| 11   | 3     | 4    | Jemma Lowe             | Verenigd Koninkrijk | 2.08,67 | Q     |
| 12   | 3     | 6    | Audrey Lacroix         | Canada              | 2.08,88 | Q     |
| 13   | 3     | 7    | Otylia Jędrzejczak     | Polen               | 2.09,01 | Q     |
| 14   | 3     | 2    | Martina Granström      | Zweden              | 2.09,12 | Q     |
| 15   | 5     | 7    | Choi Hye-ra            | Zuid-Korea          | 2.09,33 | Q     |
| 16   | 5     | 1    | Ida Marko-Varga        | Zweden              | 2.09,38 | Q     |
| 17   | 4     | 1    | Katerine Savard        | Canada              | 2.09,41 |       |
| 18   | 3     | 8    | Martina van Berkel     | Zwitserland         | 2.09,68 |       |
| 19   | 5     | 3    | Katinka Hosszú         | Hongarije           | 2.10,48 |       |
| 19   | 5     | 2    | Judit Ignacio Sorribes | Spanje              | 2.10,48 |       |
| 21   | 4     | 8    | Mirela Olczak          | Polen               | 2.10,69 |       |
| 22   | 4     | 7    | Anja Klinar            | Slovenië            | 2.10,83 |       |
| 23   | 2     | 6    | Rita Medrano           | Mexico              | 2.10,84 |       |
| 24   | 2     | 4    | Sara Oliveira          | Portugal            | 2.11,37 |       |
| 25   | 5     | 8    | Jana Martynova         | Rusland             | 2.11,82 |       |
| 26   | 2     | 3    | Emilia Pikkarainen     | Finland             | 2.12,44 |       |
| 27   | 3     | 1    | Alessia Polieri        | Italië              | 2.13,65 |       |
| 28   | 2     | 2    | Sara Nordenstam        | Noorwegen           | 2.16,09 |       |
| 29   | 2     | 5    | Cheng Wan-Jung         | Chinees Taipei      | 2.16,63 |       |
| 30   | 2     | 7    | Katarina Listopadova   | Slowakije           | 2.17,72 |       |
| 31   | 1     | 4    | Simona Muccioli        | San Marino          | 2.22,03 |       |
| 32   | 1     | 3    | Marie Laura Meza       | Costa Rica          | 2.23,68 |       |
| 33   | 1     | 5    | Noel Borshi            | Albanië             | 2.29,16 |       |

### Halve finales
| Rang | Naam               | Land                | Tijd    | Serie | Baan | Bijz. |
| ---- | ------------------ | ------------------- | ------- | ----- | ---- | ----- |
| 1    | Jemma Lowe         | Verenigd Koninkrijk | 2.06,30 | 2     | 7    | Q     |
| 2    | Natsumi Hoshi      | Japan               | 2.06,65 | 2     | 4    | Q     |
| 3    | Liu Zige           | China               | 2.06,69 | 2     | 3    | Q     |
| 4    | Ellen Gandy        | Verenigd Koninkrijk | 2.06,73 | 1     | 5    | Q     |
| 5    | Zsuzsanna Jakabos  | Hongarije           | 2.06,77 | 1     | 4    | Q     |
| 6    | Jessicah Schipper  | Australië           | 2.06,93 | 2     | 2    | Q     |
| 7    | Jiao Liuyang       | China               | 2.06,99 | 1     | 6    | Q     |
| 8    | Stephanie Rice     | Australië           | 2.07,32 | 2     | 6    | Q     |
| 9    | Mireia Belmonte    | Spanje              | 2.07,94 | 1     | 3    |       |
| 9    | Kathleen Hersey    | Verenigde Staten    | 2.07,94 | 2     | 5    |       |
| 11   | Martina Granström  | Zweden              | 2.08,01 | 1     | 1    |       |
| 12   | Audrey Lacroix     | Canada              | 2.08,70 | 1     | 7    |       |
| 13   | Choi Hye-ra        | Zuid-Korea          | 2.08,81 | 2     | 8    |       |
| 14   | Teresa Crippen     | Verenigde Staten    | 2.09,27 | 1     | 2    |       |
| 14   | Otylia Jędrzejczak | Polen               | 2.09,27 | 2     | 1    |       |
| 16   | Ida Marko-Varga    | Zweden              | 2.09,56 | 1     | 8    |       |

### Finale
| Rang   | Naam              | Land                | Tijd    | Baan | Bijz. |
| ------ | ----------------- | ------------------- | ------- | ---- | ----- |
| Goud   | Jiao Liuyang      | China               | 2.05,55 | 1    |       |
| Zilver | Ellen Gandy       | Verenigd Koninkrijk | 2.05,59 | 6    |       |
| Brons  | Liu Zige          | China               | 2.05,90 | 3    |       |
| 4      | Natsumi Hoshi     | Japan               | 2.05,91 | 5    |       |
| 5      | Stephanie Rice    | Australië           | 2.06,08 | 8    |       |
| 6      | Zsuzsanna Jakabos | Hongarije           | 2.06,35 | 2    |       |
| 7      | Jemma Lowe        | Verenigd Koninkrijk | 2.06,64 | 4    |       |
| 7      | Jessicah Schipper | Australië           | 2.06,64 | 7    |       |